# 블룸필드힐스

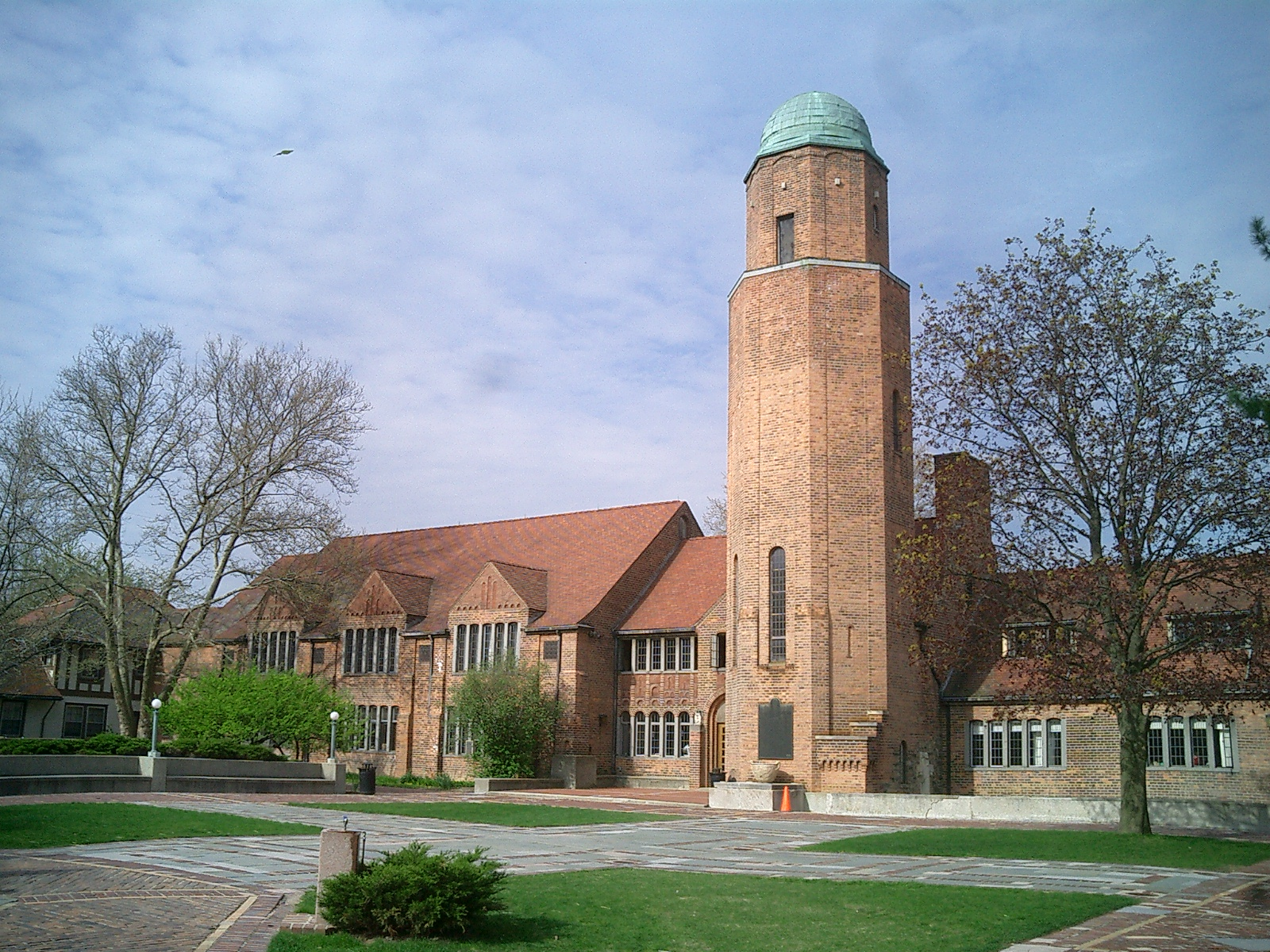

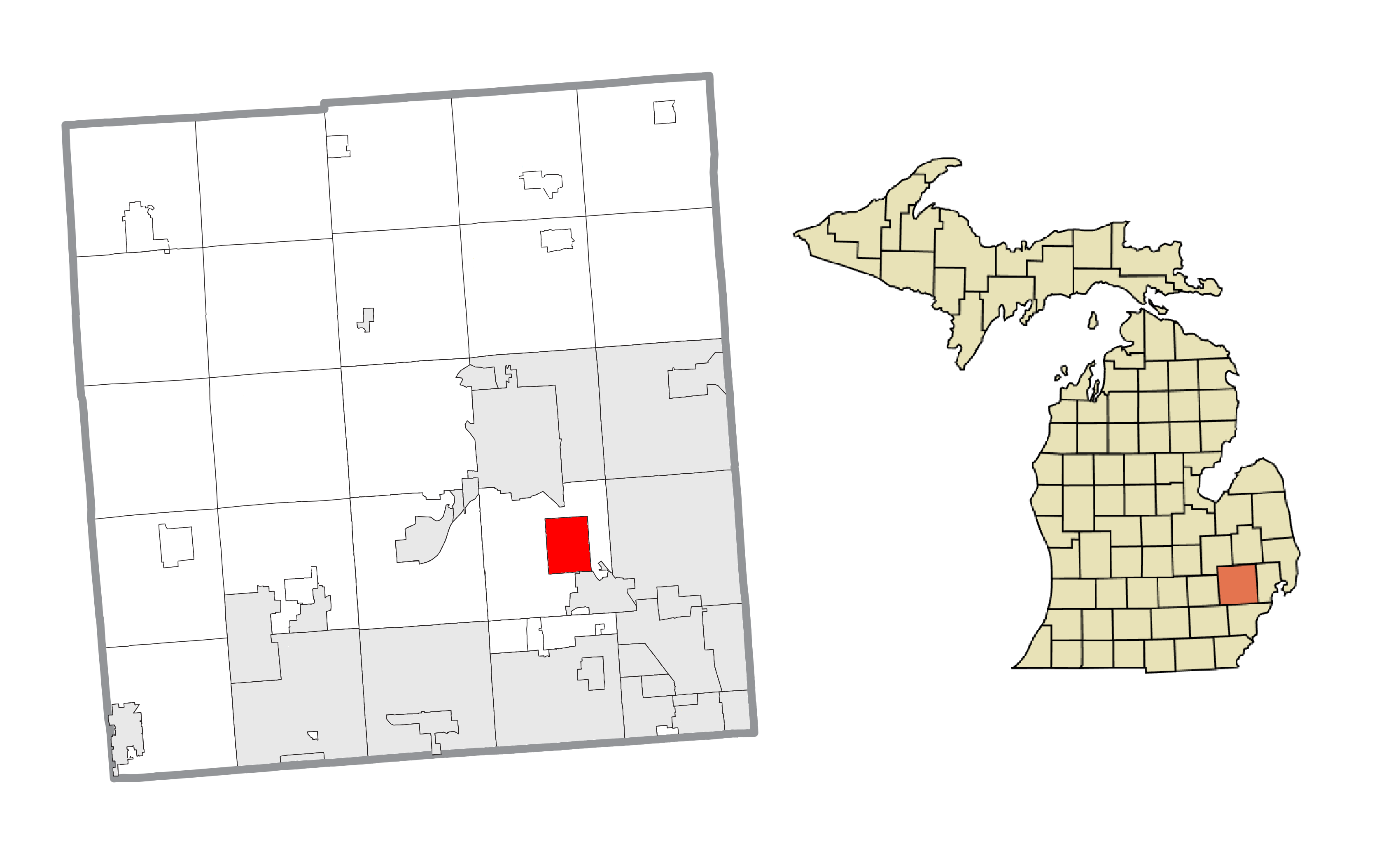

블룸필드힐스(Bloomfield Hills)는 미국 미시간주 오클랜드군의 도시이다. 다운타운 디트로이트에서 북서쪽으로 약 32.2킬로미터 지점에 위치해 있다. 2020년 미국 인구 조사 기준 인구 수는 4,460명이다.

## 인구
| 인구조사              | 인구  | Note | %±    |
| --------------------- | ----- | ---- | ----- |
| 1930년                | 1,127 |      | —     |
| 1940년                | 1,281 |      | 13.7% |
| 1950년                | 1,468 |      | 14.6% |
| 1960년                | 2,378 |      | 62.0% |
| 1970년                | 3,672 |      | 54.4% |
| 1980년                | 3,985 |      | 8.5%  |
| 1990년                | 4,288 |      | 7.6%  |
| 2000년                | 3,940 |      | −8.1% |
| 2010년                | 3,869 |      | −1.8% |
| 2020년                | 4,460 |      | 15.3% |
| U.S. Decennial Census |       |      |       |